# Ellezelles
Ellezelles (neerlandeză Elzele, dialectul picard: Elziele) este o comună francofonă din regiunea Valonia din Belgia. La 1 ianuarie 2008 avea o populație totală de 5.784 locuitori. 

## Geografie
Comuna actuală Ellezelles a fost formată în urma unei reorganizări teritoriale în anul 1977, prin înglobarea într-o singură entitate a trei comune învecinate. Suprafața totală a comunei este de 44,69 km². Comuna este subdivizată în secțiuni, ce corespund aproximativ cu fostele comune de dinainte de 1977. Acestea sunt:
| - I. Ellezelles - IV. Grand Monchaut - II. Lahamaide - III. Wodecq |

Localitățile limitrofe sunt:
| - Comuna Frasnes-lez-Anvaing: - a. Saint-Sauveur - b. Frasnes-lez-Buissenal - c. Buissenal - d. Œudeghien - Comuna Ath: - e. Ostiches - Comuna Lessines: - f. Wannebecq - g. Ogy - Comuna Flobecq: - h. Flobecq - Comuna Maarkedal: - i. Schorisse - Comuna Ronse: - j. Ronse |